# Gungrave (jeu vidéo)
Pour les articles homonymes, voir Gungrave.
Gungrave (ガングレイヴ, Gangureivu) est un jeu vidéo de tir à la troisième personne sorti en 2002 sur PlayStation 2. Il a été développé par Red Entertainment et édité par Sega. Il a été conçu par Yasuhiro Nightow.
Une adaptation en un anime portant le même titre est parue en 2003. En 2004, Gungrave a par ailleurs connu une suite du nom de Gungrave: Overdose.

## Synopsis
Le héros, un mafieux, s'appelle Brandon Heat. Il se fait tuer par son meilleur ami Harry MacDowell. Il revient d'entre les morts sous le nom de Beyond the Grave. Ayant tout oublié de sa vie antérieure, il ne se souvient que d'une chose : il doit exterminer la mafia et Harry MacDowell.

## Accueil
Ce jeu vidéo a été testé par plusieurs sites de jeux vidéo comme Gameblog, ou Jeuxvideo.com.